# Lithachne pauciflora
Lithachne pauciflora là một loài thực vật có hoa trong họ Hòa thảo. Loài này được (Sw.) P.Beauv. mô tả khoa học đầu tiên năm 1812.